# Обергебра
Обергебра (нем. Obergebra) — посёлок в Германии, в земле Тюрингия, входит в район Нордхаузен в составе городского округа Блайхероде.
Население составляет 842 человека (на 30 сентября 2014 года). Занимает площадь 7,84 км².

## История
Первое упоминание о поселении относится к 1162 году.
1 декабря 2007 года, после проведённых реформ, Обергебра вошла в состав городского округа Блайхероде в качестве района.

## Галерея

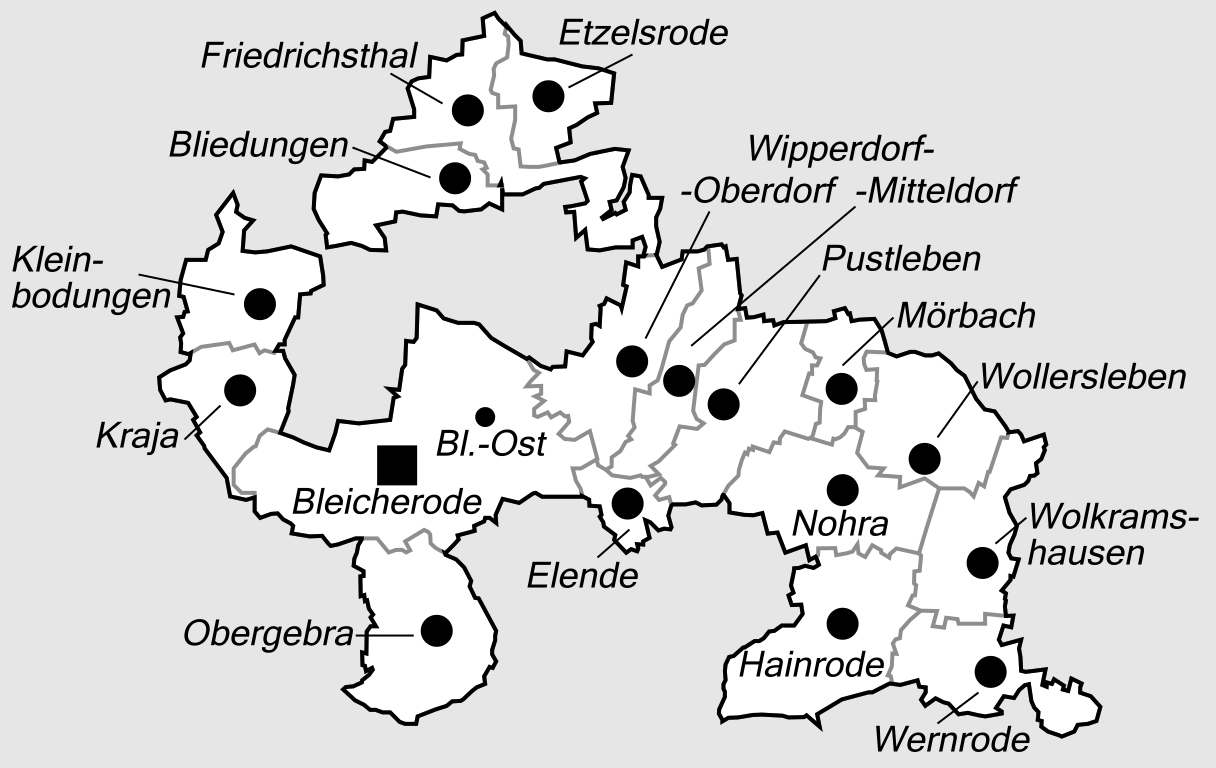
Обергебра на карте городского округа
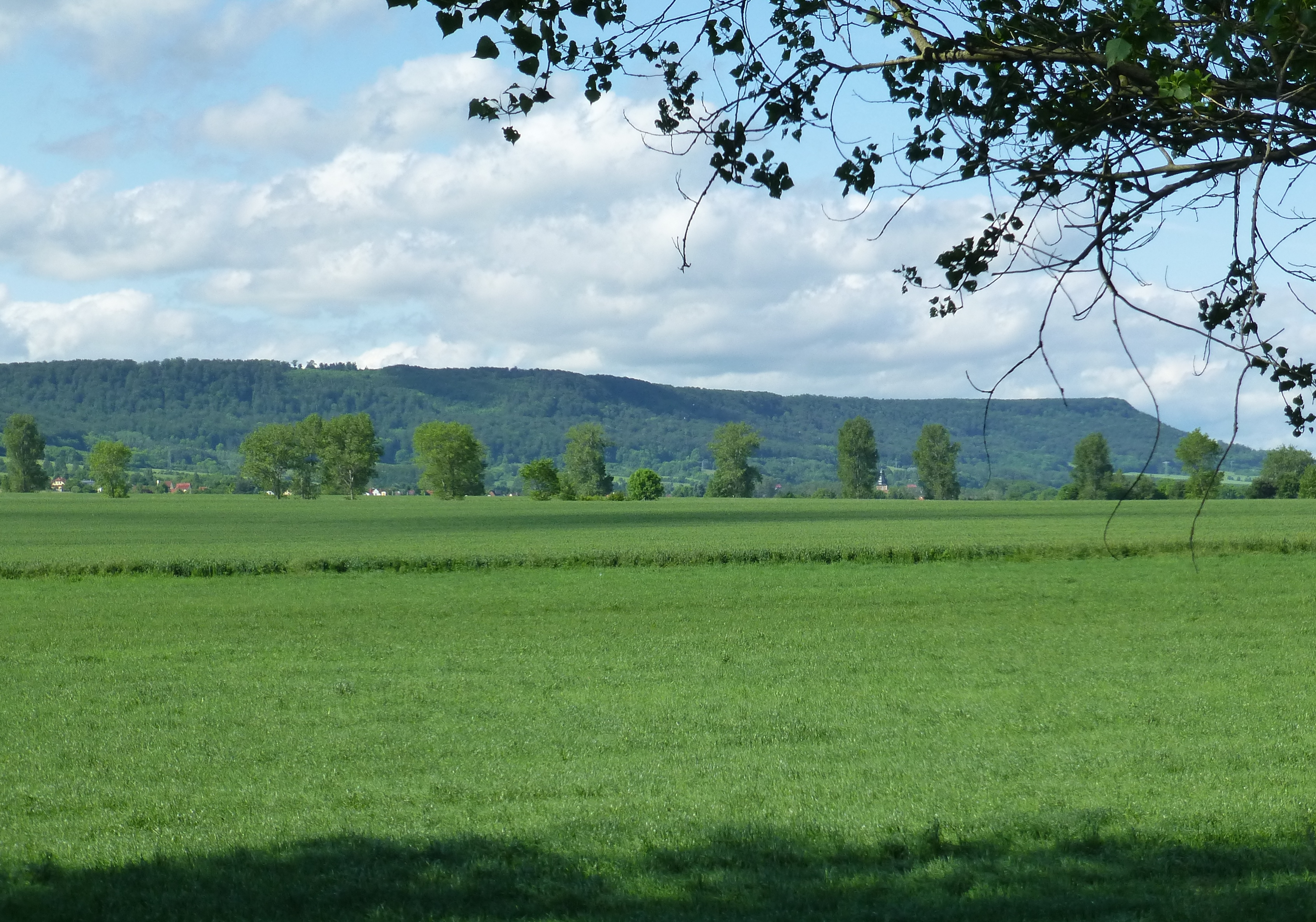
Вид на Обергебру из полей